# مطار جنكيز خان الدولي الجديد
مطار جنكيز خان الدولي (إياتا: UBN، إيكاو: ZMCK) والذي يشار إليه باسم مطار أولان باتور الدولي الجديد هو مطار دولي يقع في محافظة توف، منغوليا هو المطار الرئيسي الذي يخدم أولان باتور، وهو المطار الدولي الوحيد في البلاد. بدأت عملياتها في 4 يوليو 2021، هو بديل لمطار جنكيز خان الدولي. صمم المطار بسعة استيعاب تصل إلى 1100 مسافر في الساعة وثلاثة ملايين مسافر سنويًا، بسعة شحن تصل إلى 11,900 طن.

## شركات الطيران
| شركـات طيـران           | الوجهات |
| ----------------------- | --- |
| أيرو منغوليا            | Altai، Dalanzadgad، مطار نوي باي الدولي، مطار هوهوت بايتا الدولي، Irkutsk، Khovd، Mörön، مطار نوفوسيبيرسك، Ölgii، Ovoot، Oyu Tolgoi ‏، Tavan Tolgoi ‏، مطار تيانجين الدولي، مطار ناريتا الدولي، Ulaangom                                        |
| Air Busan               | Busan |
| طيران الصين             | مطار بكين العاصمة الدولي |
| خطوط آسيانا الجوية      | مطار إنتشون الدولي |
| Hunnu Air               | مطار ألماتي الدولي، مطار مناس الدولي، مطار هاربين الدولي، Muan (تبدأ في 15 يوليو 2023)، Ulan-Ude |
| IrAero                  | Irkutsk |
| Jeju Air                | مطار إنتشون الدولي |
| كوريا للطيران           | مطار إنتشون الدولي |
| KrasAvia                | مطار يميلانو الدولي |
| الخطوط الجوية المنغولية | مطار بكين العاصمة الدولي، مطار بكين داشينغ الدولي، Busan، مطار فرانكفورت، مطار هونغ كونغ الدولي، مطار إسطنبول الدولي، مطار إنتشون الدولي، مطار ناريتا الدولي موسمي: مطار سوفارنابومي الدولي، مطار كانساي الدولي (تستأنف 5 يوليو 2023)، Phuket |
| Thai VietJet Air        | موسمي: مطار سوفارنابومي الدولي |
| الخطوط الجوية التركية   | مطار إسطنبول الدولي |
| T'way Air               | موسمي: مطار إنتشون الدولي |